# E.S.S.V. Alcedo
De Erasmus Studenten Schaatsvereniging Alcedo (kortweg Alcedo) is een studentensportvereniging voor studenten van de Erasmus Universiteit Rotterdam en de verschillende hogescholen uit Rotterdam. Alcedo heeft ongeveer 65 leden.

## Vereniging
De vereniging werd opgericht op 22 november 2013 door zes studentenschaatsers. Directe aanleiding was het stadsinitiatief Schaatsbaan Rotterdam waardoor Rotterdam voor het eerst in jaren weer een schaatsbaan kreeg. Alcedo is een vereniging voor studenten die in Rotterdam studeren. Het bestuur van de vereniging wisselt jaarlijks en zij wordt bijgestaan door een aantal commissies.

## Trainingen
In de winter is er een schaatstraining voor alle leden en KNSB-licentiehouders van de vereniging. De trainingen vinden plaats op de Schaatsbaan Rotterdam of op de De Uithof, de schaatsbaan in Den Haag. Daarnaast zijn er buiten het schaatsseizoen wielrentrainingen en droogtrainingen.

## Wedstrijden
Alcedo organiseert elk jaar een schaatstoernooi voor leden van de andere schaatsende studenten uit Nederland, een zogeheten IUT (Inter Universitair Toernooi). Leden van Alcedo doen mee aan de landelijke studentenschaatswedstrijden van andere verenigingen en het Nederlands Studenten Kampioenschap schaatsen. Leden van Alcedo brachten het de afgelopen jaren tot kampioenstitels in diverse categorieën. Ook doen leden van Alcedo mee aan de KNSB-marathonwedstrijden op regionaal niveau.